# Paulinho (músico)
Paulo César dos Santos, mais conhecido como Paulinho (Rio de Janeiro, 6 de setembro de 1952 — Rio de Janeiro, 14 de dezembro de 2020), foi um cantor e percussionista brasileiro do grupo de soft/pop rock Roupa Nova.

## Carreira artística
No inicio da década de 1970, era vocalista e percussionista de uma banda de bailes carioca chamada Los Panchos Villa, ao lado de Kiko e de Feghali. Nessa época, já frequentava as apresentações da banda Os Famks, que tinha grande influência na noite carioca. Em 1974, recebeu o convite para cantar e tocar nessa segunda banda. Logo após entrar, convidou Kiko para substituir o guitarrista.
Com uma voz potente e marcante, Paulinho cantava como vocalista principal em diversas músicas do grupo Roupa Nova, incluindo hits marcantes como "Canção de Verão", Clarear, "Sensual" (na versão original de 1983), "Volta pra Mim", "Whisky a Go-Go" (na versão "ao vivo", no álbum "Agora Sim", no Roupacústico I e no álbum Roupa Nova 30 anos), "Linda Demais", "Meu Universo É Você", "Vício", "De volta pro futuro", "Chama", "Asas do Prazer", "Os Corações não São iguais", "Maria Maria", "Felicidade", além de canções mais recentes como "À Flor da Pele", "A Lenda", "A Metade da Maçã", "Frio da solidão" e "Já nem Sei mais" ao lado da dupla Chitãozinho e Xororó, "Retratos Rasgados", "Reacender" ao lado de Ben's Brother, gravada para o álbum Roupa Nova em Londres, de 2009 e Sonhando Com Os Pés no Chão do álbum Todo Amor do Mundo, lançado no final de 2015. Outros hits mais recentes foram Luzes de Emergência e Alma Brasileira, presentes no mais álbum As Novas do Roupa lançado em 2019, e o single Noites Traiçoeiras, lançado nas plataformas digitais em 2019.
Com o Roupa Nova, Paulinho esteve desde a sua formação original há mais de 40 anos. Com o grupo o cantor recebeu em 2009 um dos maiores prêmios da indústria fonográfica, o Grammy Latino de melhor álbum pop contemporâneo brasileiro. Também dividiu os vocais com importantes nomes de música nacional e internacional como The Commodores em Esse Tal de Repi Enroll, Ivete Sangalo em O Sal da Terra, Zélia Duncan em Feira Moderna, Elba Ramalho em Fé Cega, Faca Amolada, Marjorie Estiano em Flagra, Ben's Brother em Reacender, Fresno em Show de Rock'n Roll, Zezé Di Camargo e Luciano em Depende, Marcos & Belutti em Mar de Lágrimas, Tico Santa Cruz em Princípio de Um Novo Tempo e Angélica em Você, O Surf e Eu, entre outros.
Em 2009, devido a problemas de saúde, foi substituído em apenas três shows do Roupa Nova pelo ex-vocalista da banda Rádio Táxi, Maurício Gasperini. Logo se recuperou e voltou à atividade.

## Vida pessoal

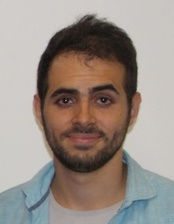
Pedro Paulo (Pepê)

Paulinho era pai da cantora Twigg, sua filha mais velha (14/11/1980). Twigg é cantora profissional desde 2000 e lançou seu primeiro CD em 2011. Twigg gravou com o Roupa Nova a canção O Barquinho/Continente Perdido, presente no álbum duplo comemorativo dos 35 anos de carreira da banda intitulado Todo Amor do Mundo, lançado no final de 2015. Seu filho Pedro Paulo (22/07/1989), conhecido como Pepê, baterista da banda Jamz, revelada no programa Super Star da Rede Globo.  Hoje produtor musical ganhador de um Grammy Latino.

### Morte
Em agosto de 2020, Paulinho foi diagnosticado com linfoma. Em setembro, o tratamento foi feito através de um transplante de medula óssea autólogo, no qual as células-tronco do próprio paciente são empregadas, mas em novembro, contraiu COVID-19 e seu estado de saúde se deteriorou nas semanas seguintes, vindo a morrer no dia 14 de dezembro de 2020. O velório foi realizado em local não divulgado e restrito aos familiares, e seus restos mortais foram cremados.

## Composições
Algumas músicas creditadas a Paulinho foram gravadas pelo grupo Roupa Nova e também pela cantora e apresentadora Angélica.
| Música             | Autores                                                                    | Álbum              | Ano  |
| ------------------ | -------------------------------------------------------------------------- | ------------------ | ---- |
| "Assim Como Eu"    | Cleberson Horsth, Paulinho Tapajós e Paulinho                              | Roupa Nova         | 1983 |
| "Fora do Ar"       | Paulinho Tapajós, Piska e Paulinho                                         | Roupa Nova         | 1983 |
| "Mary Help"        | Paulinho e Kiko                                                            | Vida Vida          | 1994 |
| "Só Você e Eu"     | Paulinho e Serginho Herval                                                 | Luz                | 1988 |
| "Tempo de Encarar" | Cleberson Horsth, Kiko, Nando, Ricardo Feghali, Serginho Herval e Paulinho | Todo Amor do Mundo | 2016 |
| "Vozes do Coração" | Serginho Herval e Paulinho                                                 | Angélica           | 2001 |